# Vejen til Lima
|  | Denne artikel er oprettet af botten PalnaBot ud fra en ekstern database. Den kan derfor have sproglige fejl eller mangler. Denne skabelon kan fjernes efter kontrol af indholdet. |

Vejen til Lima er en film instrueret af Kristoffer Nyholm efter manuskript af Kristoffer Nyholm.

## Handling
Filmen skildrer en rejse i Peru fra højlandet til hovedstaden over markedsbyen Chusti og handelsbyen Ayacutcho. En rejse, der foretages - mod deres vilje - af mange højlandsindianere. Landsbyen Sarhua er startpunktet. Denne landsby stammer fra Inkakulturen og har en indiansk tradition, der er til stede i familiestrukturen, geografien og landbruget - men er truet. Skildringen af landsbyen kontrasteres af den senere beretning om tilværelsen i slumbyggeriet i hovedstaden ved kysten.